# Hotot-en-Auge
Hotot-en-Auge település Franciaországban, Calvados megyében. Lakosainak száma 291 fő (2022. január 1.). Hotot-en-Auge Basseneville, Beuvron-en-Auge, Cléville, Goustranville, Saint-Ouen-du-Mesnil-Oger, Saint-Pierre-du-Jonquet, Saint-Samson, Putot-en-Auge, Belle Vie en Auge, Méry-Bissières-en-Auge, Notre-Dame-d'Estrées-Corbon és Victot-en-Auge községekkel határos.

## Népesség
A település népességének változása:
| Lakosok száma | 206  | 264  | 300  | 296  | 309  | 311  | 302  | 300  | 298  | 291  |
|               | 1968 | 1982 | 1990 | 2006 | 2013 | 2015 | 2017 | 2019 | 2020 | 2022 |